# Eduard Herrmann Volkmar Ficker
Eduard Herrmann Volkmar Ficker (* 13. September 1801 in Wilsdruff; † 17. November 1861 in Spremberg bei Neusalza) war ein sächsischer Theologe mit dem akademischen Grad eines Magisters und Pfarrer der Stadtgemeinde Neusalza und später der Dorfgemeinde Spremberg, heute Stadt Neusalza-Spremberg.

## Leben und Wirken
Als Kind christlich-protestantischer Eltern geboren und erzogen – sein Vater war Kantor in Briesnitz bei Dresden – erhielt er nach erfolgtem Theologiestudium am 19. Oktober 1830 zunächst die Pfarrstelle in der Stadt Neusalza, die er dort bis 1843 ausübte. Danach wurde er vom Kirchenpatron, dem Königlich-sächsischen Geheimrat Ferdinand von Reiboldt († 13. April 1858), in die benachbarte Kirchgemeinde Spremberg berufen, wo er bis zu seinem Tod wirkte.

## Prediger und Chronist
Pfarrer Magister Ficker, der in beiden Gemeinden hohes Ansehen genoss, beschäftigte sich neben seinem Predigeramt und der Erziehung der Jugend auch als Lokalhistoriker und erarbeitete und veröffentlichte zu seiner Zeit eine Publikation zur Geschichte der Stadt Neusalza.
Er gilt als der neunte Pfarrer der Stadt Neusalza und als der 18. protestantische Pastor der Gemeinde Spremberg. Magister Ficker fand seine letzte Ruhestätte auf dem alten Friedhof bei der Dorfkirche Spremberg.

## Werk
- Nachrichten über Neusalza von seiner Gründung bis mit dem Jahre 1829. (Handschriftliches Manuskript vom 5. Oktober 1839). Maschinenschriftliche Abschrift von einer Abschrift vom 31. Oktober 1917, geschr. von Frau Anne Britsche, Neusalza-Spremberg, am 3. Dezember 1997, 35 S.